# Textricella complexa
Textricella complexa är en spindelart som beskrevs av Forster 1959. Textricella complexa ingår i släktet Textricella och familjen Micropholcommatidae.
Artens utbredningsområde är New South Wales. Inga underarter finns listade i Catalogue of Life.